# Aspitates unicolorata
Aspitates unicolorata là một loài bướm đêm trong họ Geometridae.